# Hédi Khayachi
Hédi Khayachi (arabisch الهادي الخياشي, geboren 1882 in Tunis, Tunesien; gestorben 1948 in La Marsa) war ein tunesischer Maler. Er war der offizielle Porträtist des husainidischen Hofes in Tunis und der erste professionelle muslimische Maler in Tunesien.

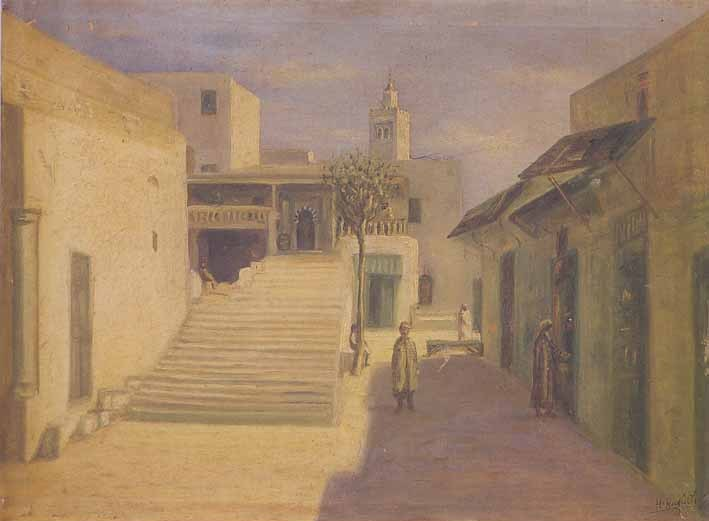
Das bekannte Café des Nattes im Künstlerdorf Sidi Bou Saïd

## Leben
Khayachis Vater entstammte einer aristokratischen Linie, die mit dem Propheten Mohammed verbunden ist und bereits während der Regierungszeit von Husain I. ibn Ali (1705 bis 1735) von Tripolitanien nach Tunis übersiedelte.  Angehörige des Khayachi-Zweiges der Familie ließen sich zwischen dem Ende des 18. und Beginn des 19. Jahrhunderts als Lieferanten und Beamte in Monastir nieder. Khayachis Mutter war mamlukischer Herkunft; ihr Vater führte einen eigenen Handwerksbetrieb in Tunis.
Wegen seiner Liebe zur Malerei nahm Khayachi ersten Unterricht bei dem französischen Maler Émile August Pinchart (1842–1924), einem Schüler von Jean-Léon Gérôme, der zu Anfang des 20. Jahrhunderts in Tunis lebte und arbeitete. Danach besuchte Khayachi die freien Kunstakademien im Pariser Stadtviertel Montparnasse und setzte seine künstlerische Ausbildung in Rom fort, wo er sich auf die Porträtmalerei spezialisierte und die europäischen Museen besuchte.

## Werk

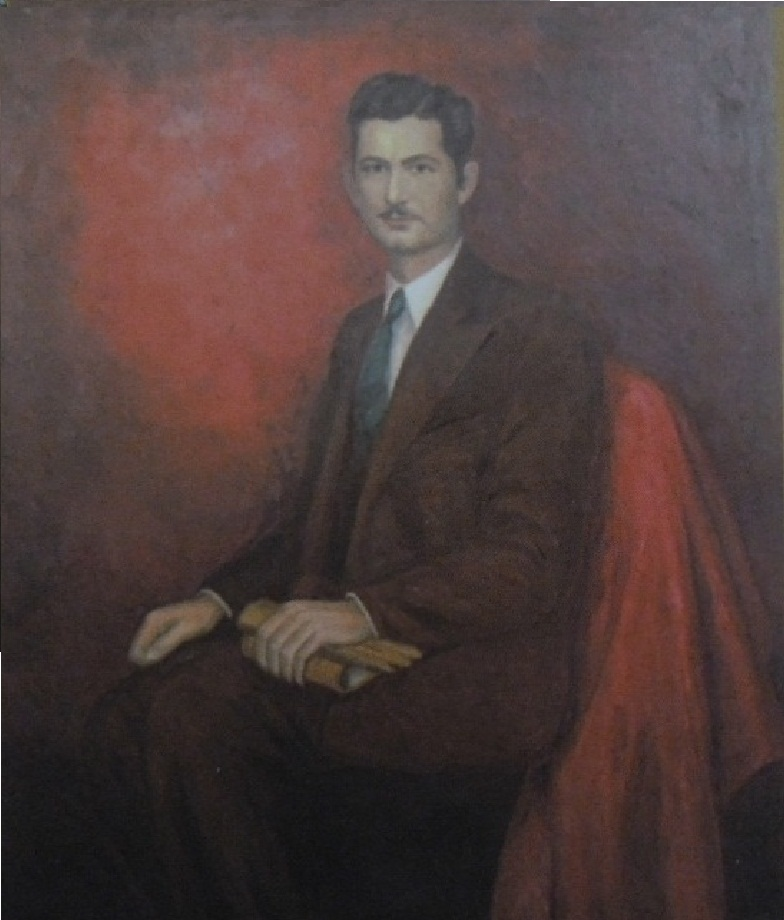
Porträt seines Sohnes Noureddine Khayachi, gemalt vor 1948

Im Jahr 1908 schuf Khayachi offizielle Porträts des Beys von Tunis und der husainidischen Prinzen. In der Folge arbeitete er für mehrere führende Familien und hohe Würdenträger. Er wird zwar als der Hauptporträtist der tunesischen Malerei angesehen und die meisten seiner Werke sind tatsächlich Porträts, aber Khayachi malte auch Landschaften und Szenen des traditionellen Lebens. Seine Motive fand er auch in den Häusern der Mittelklasse und auf den Straßen und Plätzen der tunesischen Städte. Auf seinen Bildern stellte er des Öfteren Frauen in verschiedenen Stilen dar. Er beherrschte die Darstellung des Wechselspiels zwischen Licht und Schatten.
Khayachi zählt mit Pierre Boucherle, Yahia Turki, Moses Lévy, Jules Lellouche, Ali Bellagha, Ammar Farhat, Maurice Bismouth, Hatem El Mekki und Edgard Naccache zu den Vorreitern der tunesischen Malerei. Er nahm an etwa 20 Ausstellungen in Tunesien und Europa teil und repräsentierte Tunesien bei zahlreichen internationalen künstlerischen Veranstaltungen.
Hédi Khayachi starb im Alter von 66 Jahren in La Marsa. Seine unvollendeten Gemälde wurden später von seinem Sohn Noureddine Khayachi (1918–1987), der ebenfalls Maler war, fertiggestellt und signiert.

## Ehrungen
Die tunesische Post ehrte Hédi Khayachi in den Jahren 1983, 1997 und 2000 jeweils durch die Ausgabe von Sonderbriefmarken. Im Jahr 1983 war beispielsweise eines seiner Gemälde, das eine junge Frau an einem Webstuhl zeigt, Motiv der 80-Millimes-Briefmarke, im Jahr 2000 war ein Stillleben Khayachis mit Früchten auf der 100-Millimes-Marke abgebildet.